# Konrad von Erlichshausen
Konrad von Erlichshausen, Konrad VI (ur. ok. 1390–1395 w pobliżu Satteldorf; zm. 7 listopada 1449 w Malborku) – 30. wielki mistrz krzyżacki w latach 1441–1449.

## Życiorys
Konrad von Erlichshausen pochodził z górnych Niemiec. Na początku swojej kariery w Zakonie był bliskim współpracownikiem Michała Küchmeistera, później pełnił różne funkcje m.in.: wielkiego komtura i wielkiego marszałka.
Wszedł w zatarg z następnym wielkim mistrzem krzyżackim Paulem von Rusdorf, co spowodowało jego przesunięcie na podrzędniejsze stanowiska. Kierował opozycją w Zakonie, która doprowadziła do ustąpienia Paula von Rusdorfa z funkcji wielkiego mistrza. Erlichshausen po objęciu funkcji wielkiego mistrza próbował reformować Zakon i podporządkować sobie stany pruskie, które zorganizowane już były w Związek Pruski. Próby podniesienia przez Erlichshausena rangi Zakonu nie zostały zrealizowane. W roku 1443 lokował na 44 włókach wieś Orzysz oraz dobra służebne Sumki. W następnym roku – 20 lutego 1444 będąc w Szestnie odnowił prawa miejskie dla Ządzborka – Mrągowa. W tym samym roku lokował wieś Kruszewiec. Prawie wszyscy współcześni kronikarze określają Konrada jako „Księcia Pokoju” ze względu na jego wyważoną politykę i unikanie siłowych rozwiązań.
Erlichshausen zmarł 7 listopada 1449 w Malborku i tam został pochowany na zamku w kaplicy św. Anny jako ostatni z jedenastu tam pochowanych wielkich mistrzów.